# Viuz-la-Chiésaz
Viuz-la-Chiésaz är en kommun i departementet Haute-Savoie i regionen Auvergne-Rhône-Alpes i sydöstra Frankrike. Kommunen ligger i kantonen Alby-sur-Chéran som tillhör arrondissementet Annecy. År 2022 hade Viuz-la-Chiésaz 1 302 invånare.

## Befolkningsutveckling
Antalet invånare i kommunen Viuz-la-Chiésaz
| Referens: INSEE |